# Europese klimaatwet
De Europese klimaatwet is een Europese verordening die voor de Europese Unie (EU) bindende reductiedoelstellingen voor broeikasgasemissies vaststelt en een kader biedt voor maatregelen om deze doelstellingen te behalen.
De klimaatwet legt klimaatneutraliteit in 2050 als langetermijndoelstelling voor de EU vast. De tussentijdse doelstelling is om de netto-uitstoot van broeikasgassen tegen 2030 met ten minste 55% (ten opzichte van 1990) te verminderen. De klimaatwet is het wettelijke kader voor het klimaatbeleid van de EU in de verschillende economische sectoren. De EU en haar lidstaten moeten actie ondernemen om aan deze klimaatdoelstellingen en de afspraken in het Akkoord van Parijs te voldoen. De uitstoot van broeikasgassen in de EU moet geleidelijk en onomkeerbaar worden verlaagd en de verwijdering van broeikasgassen uit de atmosfeer moet worden verbeterd. De wet vereist ook kwalitatieve maatregelen voor aanpassing aan klimaatverandering die niet meer kan worden voorkomen.

## Achtergrond en totstandkoming
In het Klimaatakkoord van Parijs van 2016 hebben de meeste landen ter wereld zich ertoe verbonden de opwarming van de aarde te beperken tot ruim onder de 2°C, zo mogelijk tot 1,5°C. Om dit te bereiken willen de partijen hun broeikasgasemissies verminderen in overeenstemming met nationaal vastgestelde bijdragen (NDC's). De Europese Unie als geheel en haar lidstaten zijn partij bij het verdrag en hebben NDC's ingediend.
In haar Europese Green Deal van december 2019 stelde de Europese Commissie voor om de Europese economie koolstofvrij te maken. De voorwaarden voor de onomkeerbare transitie naar een koolstofvrije economie op lange termijn zouden juridisch bindend worden verankerd in een Europese klimaatwet. Op 4 maart 2020 presenteerde de Commissie een voorstel voor de Europese klimaatwet. De Commissie stelde hierin voor om tegen september 2020 de bestaande Europese klimaatdoelstelling van 40% reductie van broeikasgasemissies in 2030 ten opzichte van 1990 te herzien en mogelijkheden voor een aanscherping naar 50 tot 55% te onderzoeken. De broeikasgasemissies en -verwijderingen moesten tegen 2025 met elkaar in evenwicht worden gebracht. Veel milieuverenigingen en wetenschappers bekritiseerden het voorstel als onvoldoende. Een van de kritiekpunten was het ontbreken van meer tussentijdse doelstellingen. Twaalf EU-lidstaten, namelijk Denemarken, Finland, Frankrijk, Italië, Letland, Luxemburg, Nederland, Oostenrijk, Portugal, Slovenië, Spanje en Zweden, riepen op tot een aanscherping van de klimaatdoelstelling voor 2030 nog vóór de volgende VN-klimaatconferentie in Glasgow in 2021.
In september 2020 presenteerde de Commissie plannen voor een reductiedoel van 55% tegen 2030. Ook uit bezorgdheid dat een door de Commissie gepland gebruik van koolstofputten de klimaatdoelstellingen zou verzwakken, stemde het Europees Parlement op 7 oktober 2020 voor een ambitieuzere tussentijdse doelstelling van -60% tegen 2030 en voor een verdere tussentijdse doelstelling voor 2040. De EU als geheel heeft zich in december 2020 in haar nationaal vastgestelde bijdrage (NDC) aan de Overeenkomst van Parijs ten doel gesteld om haar broeikasgasuitstoot tegen 2030 met ten minste 55% te verminderen ten opzichte van het niveau van 1990. Op 24 juni 2021 heeft het Europarlement de definitieve versie van de wet aangenomen met een reductiedoelstelling van 55%, maar beperkte de bijdrage van negatieve emissies tot 225 miljoen ton CO2eq. De Europese Raad stemde in op 28 juni 2021. De Verordening (EU) 2021/1119 (Europese klimaatwet) trad op 29 juli 2021 in werking.
De klimaatwet biedt een kader voor de mitigatie- en aanpassingsmaatregelen van de EU, maar specificeert geen concrete maatregelen. Wel werd bepaald dat de Europese Commissie uiterlijk op 30 juni 2021 moest beoordelen met welke maatregelen de klimaatdoelstellingen kunnen worden gehaald. Met het oog hierop presenteerde de Commissie op 14 juli 2021 een pakket maatregelen, inclusief het plan genaamd "Fit for 55", om de netto broeikasgasemissies tegen 2030 ten opzichte van 1990 met minstens 55% te verlagen.

## Toepassingsgebied
De verordening is van toepassing op antropogene emissies per bron en verwijderingen per put van de belangrijkste broeikasgassen, namelijk koolstofdioxide (CO2), methaan (CH4), lachgas (N2O), zwavelhexafluoride (SF6), stikstoftrifluoride (NF3), fluorkoolwaterstoffen (HFK's) en perfluorkoolwaterstoffen (PFK's).

## Klimaatdoelen
De EU heeft zich gecommitteerd aan het reduceren van de netto-uitstoot van broeikasgassen tot nul tegen 2050. Dit betekent dat er dan niet meer broeikasgassen mogen worden uitgestoten dan er worden afgebroken in koolstofputten, bijvoorbeeld in bossen of veengebieden. Voor de periode na 2050 streeft de EU naar negatieve emissies, d.w.z. een nettoverwijdering van broeikasgassen uit de atmosfeer.
Als stap in de richting van dit doel wil de EU haar emissies tegen 2030 netto met 55% verminderen ten opzichte van de niveaus van 1990. De bijdrage van nettoverwijderingen aan de klimaatdoelstelling wordt beperkt tot 225 miljoen ton CO2eq. In 2023 en elke vijf jaar daarna zal in het kader van het Akkoord van Parijs een wereldwijde evaluatie ("global stocktake") van de klimaatdoelstellingen van alle verdragspartijen worden uitgevoerd. Binnen zes maanden na de eerste evaluatie moet de EU-Commissie een klimaatdoelstelling voor het jaar 2040 voorstellen. Zij kan na de tweede wereldwijde evaluatie een wijziging van deze tussentijdse doelstelling aanbevelen.
De doelstellingen van de Europese klimaatwet hebben alleen betrekking op de EU als geheel. De lidstaten moeten echter decarbonisatiedoelstellingen en strategieën over hoe ze die zullen bereiken indienen in zogenoemde "geïntegreerde nationale energie- en klimaatplannen" (NECP's). De doelstellingen in de NECP's moeten verenigbaar zijn met die van de EU. Inspanningen om het klimaat te beschermen moeten rechtvaardig en solidair tussen de EU-leden worden verdeeld; Duitsland, als economisch sterk land, heeft zich daarom al verbonden tot klimaatneutraliteit in 2045.
Concrete reductiedoelen voor verschillende economische sectoren en voor de lidstaten zijn vastgelegd in andere wetgeving. In Richtlijn 2003/87/EC is het Europees systeem voor emissiehandel vastgelegd, dat emissies in de hele EU in de industrie-, energie-, luchtvaart- en scheepvaartsector bestrijkt en aan een maximum bindt. De Verordening 2018/842 inzake de verdeling van de inspanningen is van toepassing op de overige sectoren van de economie – waaronder voornamelijk gebouwen en vervoer – en stelt concrete emissieplafonds vast voor individuele lidstaten tot 2030. De Verordening 2018/841 – LULUCF-verordening – bevat klimaatverplichtingen voor de lidstaten op het gebied van landgebruik, bosbouw en landbouw. Daarnaast is er tal van andere EU-wetgeving op het gebied van klimaatbescherming.

## Aanpassing aan klimaatverandering
In de klimaatwet wil de EU haar vermogen tot aanpassing aan klimaatverandering voortdurend vergroten. Daartoe moeten de EU en de afzonderlijke lidstaten coherente aanpassingsstrategieën ontwikkelen. Deze strategieën moeten in alle beleidsterreinen worden geïntegreerd.
Op 24 februari 2021 heeft de EU-Commissie de aanpassingsstrategie "Een klimaatveerkrachtig Europa tot stand brengen" voor de EU aangenomen. Deze vervangt de in 2013 aangenomen aanpassingsstrategie die geldig was tot 2021.
Uiterlijk op 30 juli 2022 stelt de Commissie richtsnoeren vast met gemeenschappelijke beginselen en praktijken voor de vaststelling, classificatie en het voorzichtig beheer van materiële fysieke klimaatrisico's bij de planning, ontwikkeling, uitvoering en monitoring van projecten en programma's voor projecten.

## Rapportage en toezicht
Bij de verordening wordt een wetenschappelijke adviesraad inzake klimaatverandering opgericht. Deze heeft tot taak om verslag uit te brengen over de klimaatdoelstellingen, maatregelen en emissies van de EU. De rapporten van de adviesraad moeten ingaan op de mate waarin deze overeenstemmen met de verbintenissen in het kader van de Overeenkomst van Parijs en welke andere opties er zijn voor de EU om haar klimaatdoelstellingen met succes te verwezenlijken.
Met de Europese klimaatwet is ook de Verordening 2018/1999 (governanceverordening) aangepast: voortgangsverslagen over de nationale energie- en klimaatplannen (NECP) moeten ook ingaan op de doelstelling inzake klimaatneutraliteit. Het governancesysteem dat voornamelijk voor duurzame energie gold is uitgebreid naar klimaatbescherming als geheel.
De Commissie moet:
- om de vijf jaar beoordelen of de EU en de lidstaten collectief vooruitgang boeken op het gebied van de doelstellingen voor 2050 en op het gebied van klimaataanpassing;
- evalueren of geplande EU-wetgeving en -begrotingsvoorstellen stroken met de streefcijfers voor 2030 en 2040 en de klimaatneutraliteitsdoelstellingen voor 2050;
- aanbevelingen doen aan de lidstaten als hun maatregelen volgens de Commissie niet stroken met de klimaatdoelstellingen of het vermogen tot aanpassing niet vergroot.

Na elke wereldwijde evaluatie in het kader van de Overeenkomst van Parijs brengt de EU-Commissie verslag uit aan het Europees Parlement en de Raad over de werking van de klimaatwet en kan zij daarbij wetswijzigingen voorstellen.